# Сковрода-Полудньова
Сковрода-Полудньова (пол. Skowroda Południowa) — село в Польщі, у гміні Хонсно Ловицького повіту Лодзинського воєводства.
Населення — 158 осіб (2011).
У 1975-1998 роках село належало до Скерневицького воєводства.

## Демографія
Демографічна структура станом на 31 березня 2011 року:
|          | Загалом | Допрацездатний вік | Працездатний вік | Постпрацездатний вік |
| -------- | ------- | ------------------ | ---------------- | -------------------- |
| Чоловіки | 77      | 20                 | 44               | 13                   |
| Жінки    | 81      | 27                 | 34               | 20                   |
| Разом    | 158     | 47                 | 78               | 33                   |

## Галерея
Одну з хат села перенесли до скансену (музей просто неба) в селі Маужиці.

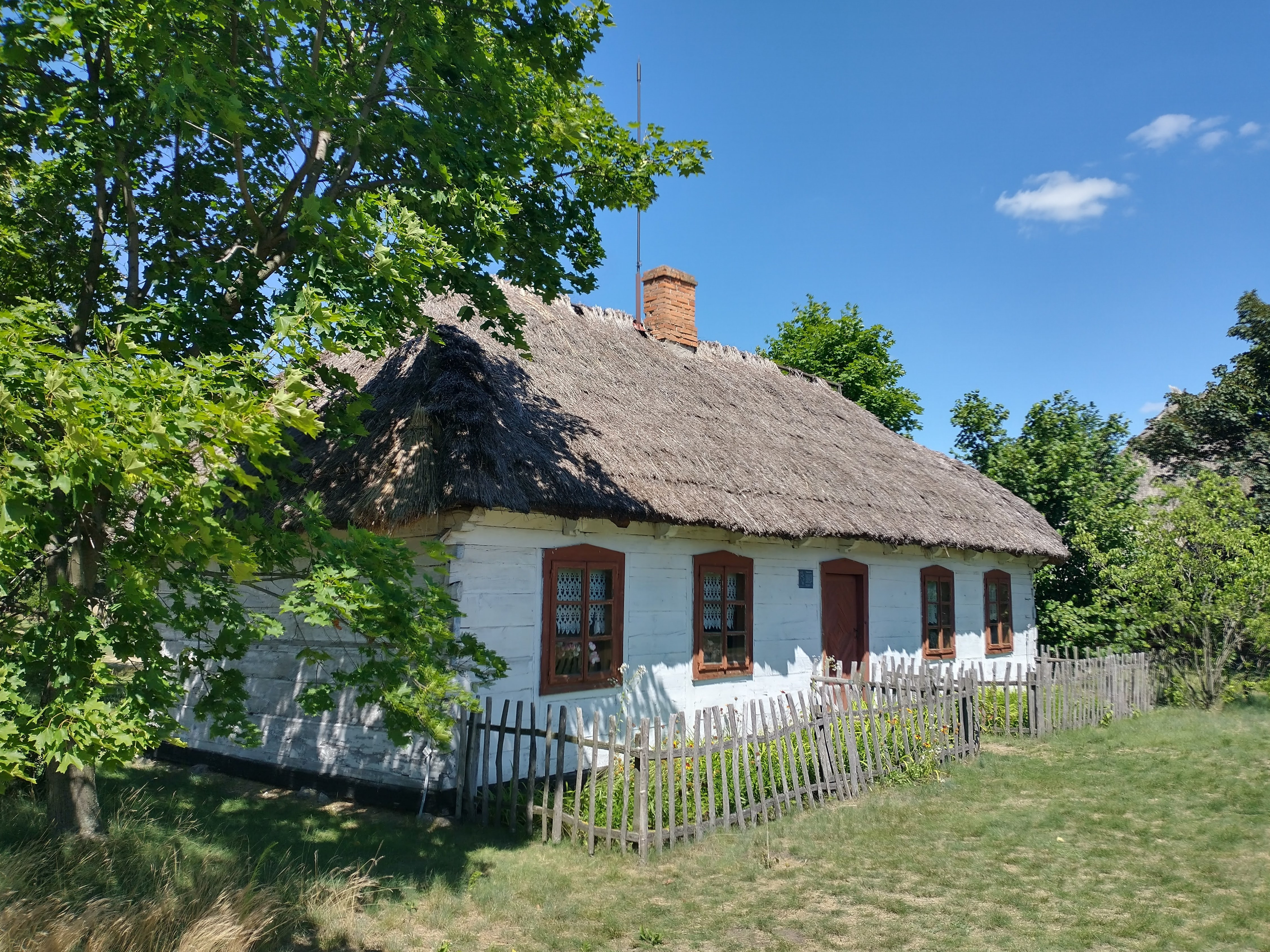
Хата із села Сковрода-Полудньова
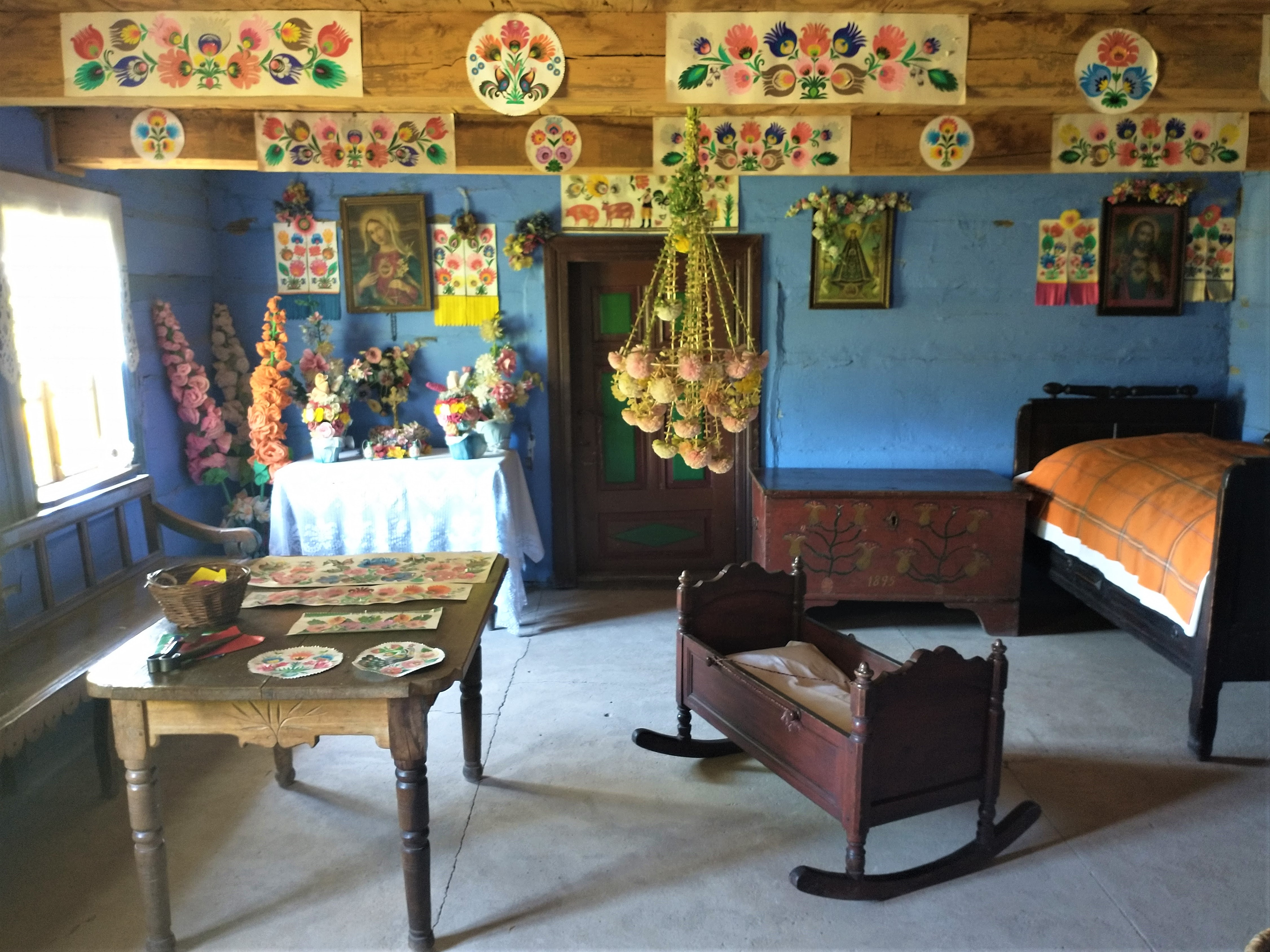
Всередині хати ловицькі вишиванки